# マドレーヌ・ソフィー・バラ
マドレーヌ・ソフィー・バラ（Madeleine Sophie Barat、1779年12月12日 - 1865年5月25日）はフランスのカトリック教会修道女、聖人、聖心会創立者。

## 生涯
バラはフランス中部の町、ジョワニーの酒樽造りの職人の娘として生まれ、11歳上の兄・ルイは妹の代父を務め、後に司祭となる。マドレーヌは理知的な娘に成長し司祭となった兄は彼女に重大な使命を見いだし、高度な教育を授ける決心をした。マドレーヌは兄ルイからラテン語、ギリシャ語等の語学、歴史、科学等の学問を教わり、知識溢れる女性になった。
フランス革命による恐怖政治で兄が逮捕され処刑されようとしたとき、幸いに牢獄の書記がルイの教え子であったため免れ、恐怖政治崩壊で釈放された。ルイは司祭として革命で荒廃したフランスの教会の再建に当たった。
マドレーヌは兄ルイが入会した「聖心の司祭会」の会長、ヴァラン神父に出会い、ヴァランから兄から受けた高度な教育を人々のために役立て、使命をもって女子教育を実現すべきだと断言された。カルメル会に憧れた彼女は当初、その提案に戸惑ったが後にそれが神からの使命であることを知り生涯を女子教育に捧げる決心をした。
1800年11月12日、バラは3人の仲間と共にイエスの聖心に捧げる会、「聖心会」を立ち上げた。バラは最初の教育事業をアミアンで始め、経済的困難にも拘らず、寄宿生を預かり教育を施した。当時のフランスは一般市民や農民は教育に触れる機会がなかった。バラはその児童らのために月謝の要らない学校を作り、彼らを受け入れた。
23歳で修道院長、2年後に聖心会初代総長に就任し60年間、統治した。その間、会の存続が危ぶまれたがバラのイエスの聖心に対する信頼、忍耐をもって乗り越え、ヨーロッパ、アジア、アメリカ等の世界に聖心会の修道院、学校が設立された。
バラは1865年5月25日、パリで帰天。1908年5月24日、ローマ教皇ピウス10世により列福、1925年5月24日、ピウス11世により列聖された。